# Vlčnov (Starý Jičín)

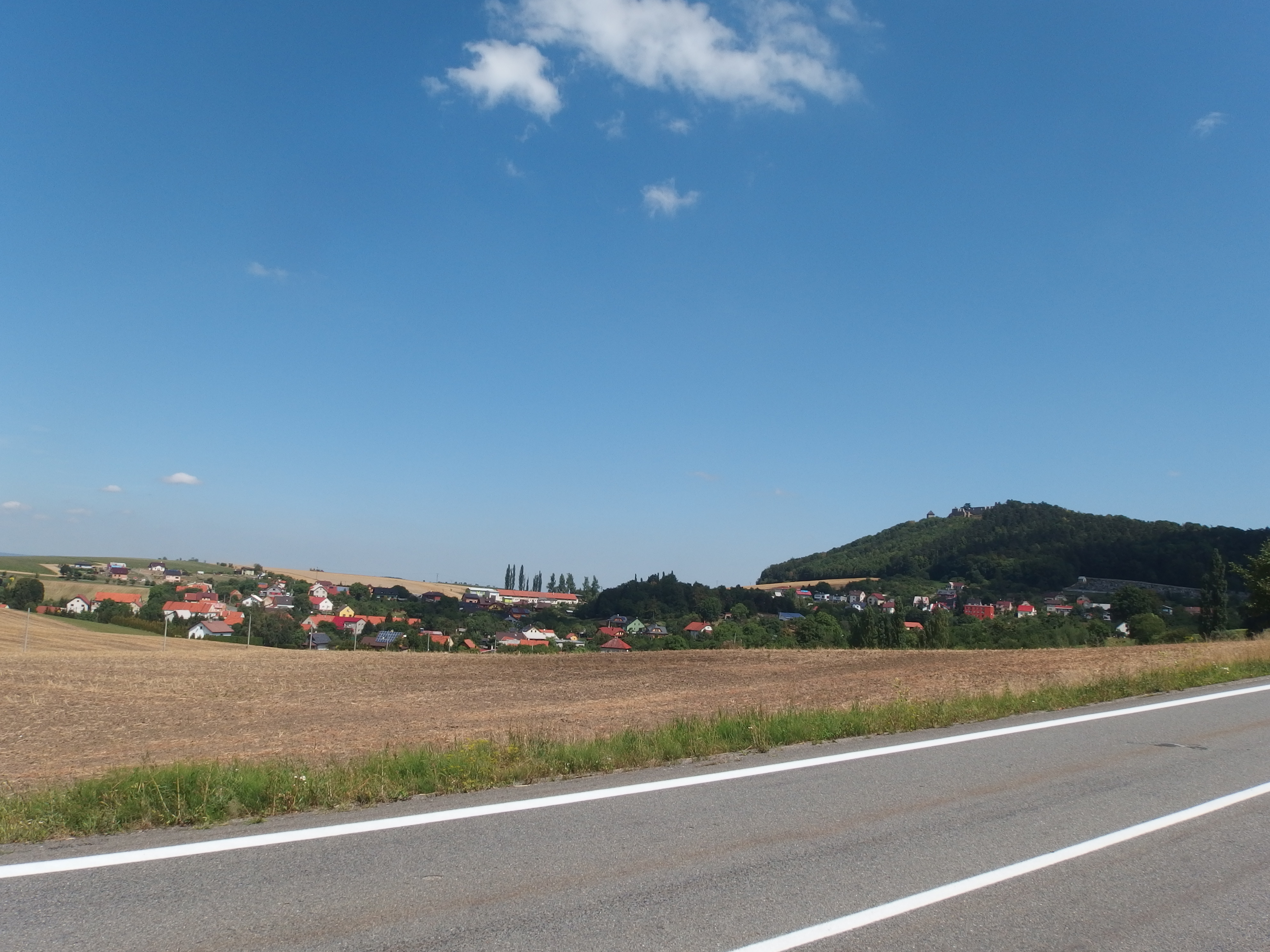
Vlčnov, im Hintergrund der Starojický kopec mit der Burgruine Starý Jičín

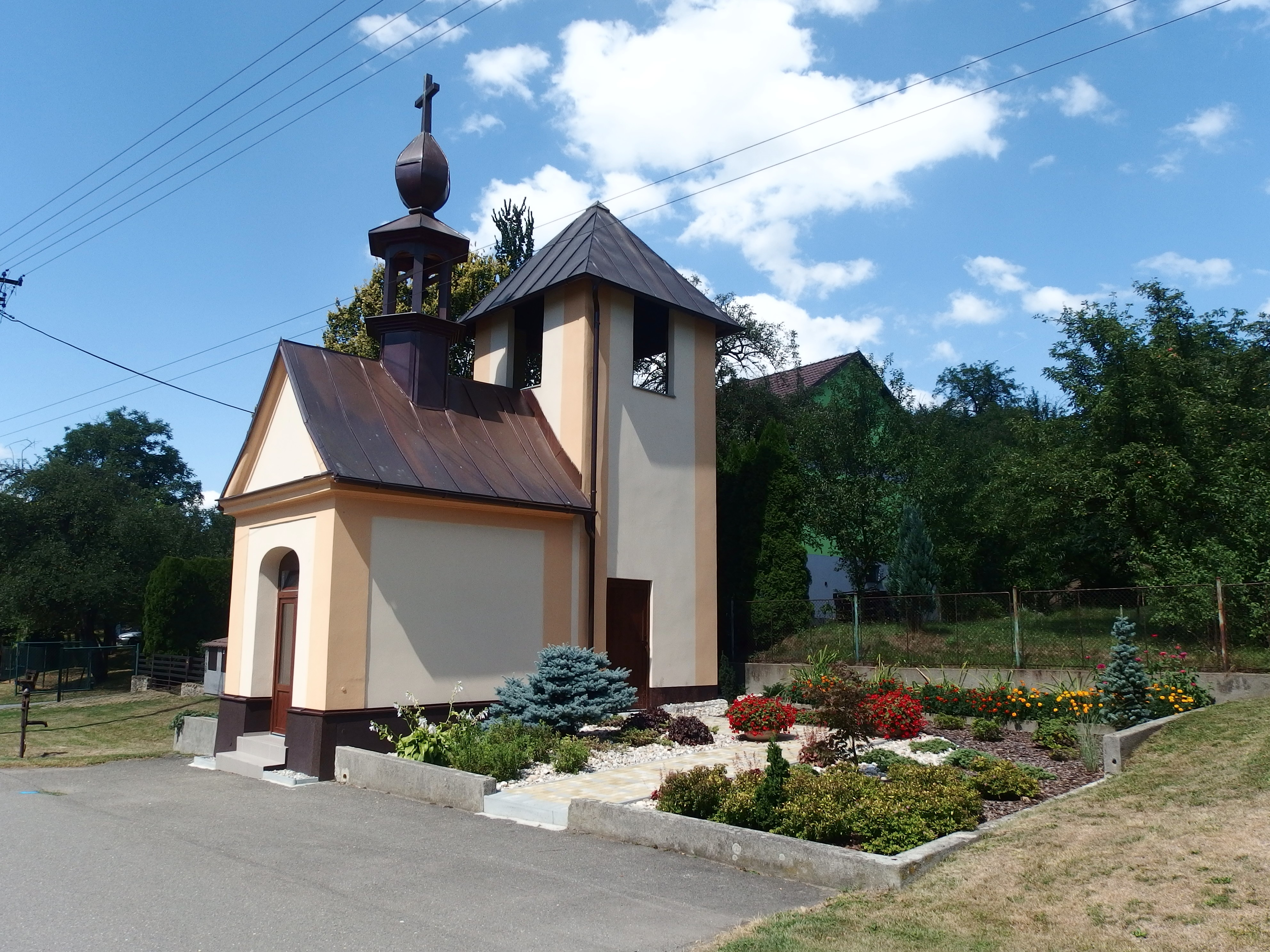
Kapelle

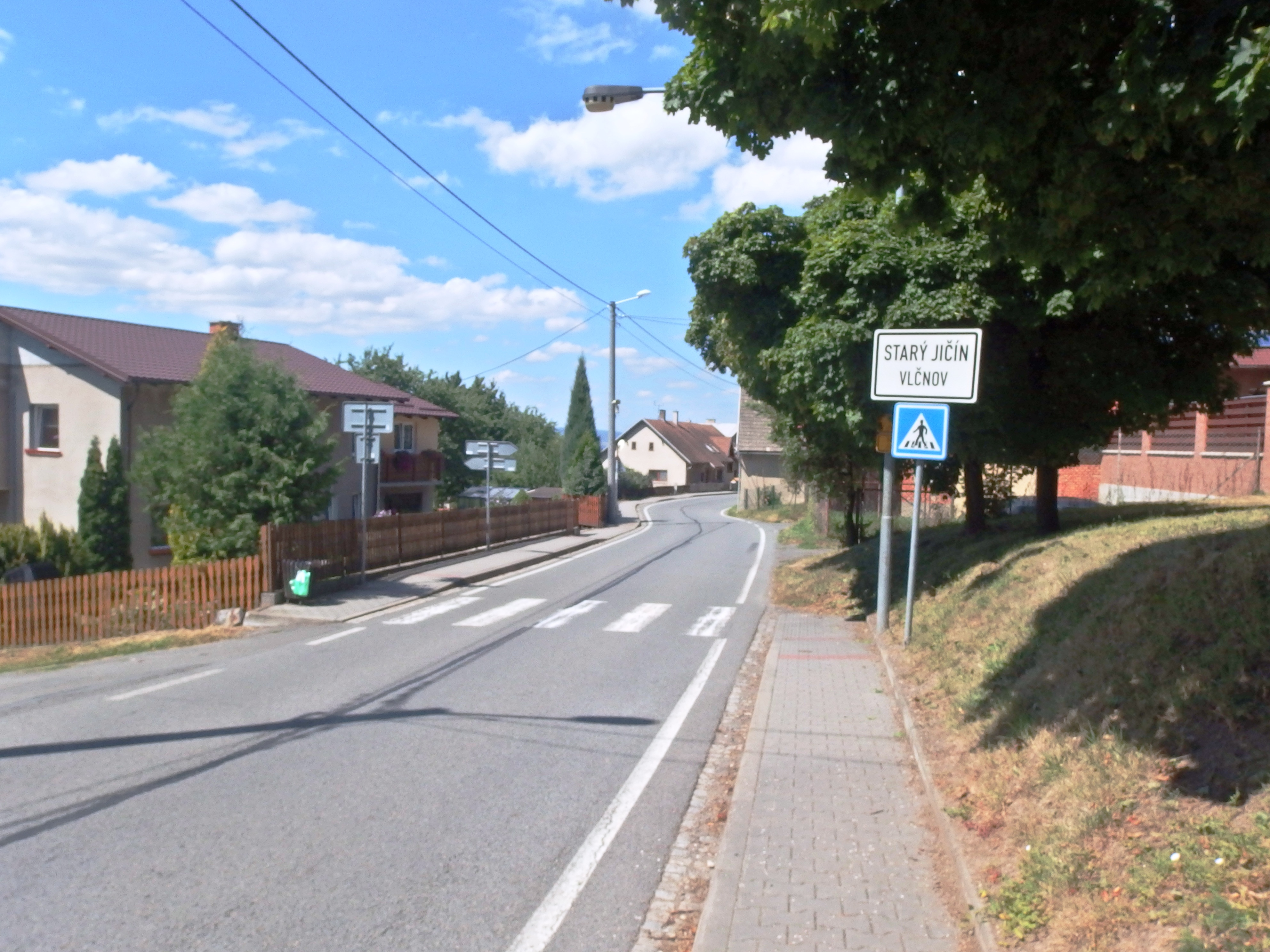
Dorfstraße

Vlčnov (deutsch Wolfsdorf) ist ein Ortsteil der Gemeinde Starý Jičín in Tschechien. Er liegt fünf Kilometer südwestlich von Nový Jičín und gehört zum Okres Nový Jičín.

## Geographie
Vlčnov befindet sich am westlichen Fuße des Starojický kopec (Burgberg, 496 m n.m.) in den Ausläufern der Podbeskydská pahorkatina (Vorbeskidenhügelland). Nordwestlich erhebt sich die Hůrka (380 m n.m.). Im Ort entspringt der Bach Vlčnovský potok. Südlich des Dorfes verläuft die Staatsstraße I/48 zwischen Bělotín und Nový Jičín. 
Nachbarorte sind Bernartice nad Odrou und Obora im Norden, Šenov u Nového Jičína im Nordosten, Loučka und Žlabec im Osten, Starý Jičín im Südosten, Jičina und Janovice im Süden, Palačov und Vysoká im Südwesten, Starojická Lhota, Dub und Polouvsí im Westen sowie Hrabětice, Jeseník nad Odrou und Hůrka im Nordwesten.

## Geschichte
Die erste urkundliche Erwähnung von Wolfsdorf erfolgte 1656 unter den Gütern der Burg Alt Titschein. Wahrscheinlich bestand die Ansiedlung schon früher und wurde dem Städtchen Alt Titschein zugerechnet. Besitzer der Herrschaft waren zu dieser Zeit die Freiherren Hofmann von Grünbüchel. Ihnen folgten ab 1706 die Freiherren Zeno zum Danhaus und ab 1772 die Reichsgrafen von Seilern und Aspang. 
Im Jahre 1835 bestand Wolfsdorf bzw. Wlčmow aus 43 Häusern, in denen 308 Personen lebten. Pfarrort war Alt Titschein. Bis zur Mitte des 19. Jahrhunderts blieb Wolfsdorf der Herrschaft Alt Titschein untertänig. 
Nach der Aufhebung der Patrimonialherrschaften bildete Vlčnov / Wolfsdorf ab 1849 eine Gemeinde im Gerichtsbezirk Neutitschein. Ab 1869 gehörte Vlčnov zum Bezirk Neutitschein. Zu dieser Zeit hatte das Dorf 353 Einwohner und bestand aus 46 Häusern. 1875 verkaufte Karl Maximilian von Seilern und Aspang das Schloss Starý Jičín für 2500 Gulden an die Gemeinden Starý Jičín, Vlčnov, Jičina und Kojetín, die es zu einer Schule umbauten. Im Jahre 1900 lebten in Vlčnov 431 Personen, 1910 waren es 434. 1905 erwarb Friedrich Deym von Střítež die Grundherrschaft Starý Jičín. Im Jahre 1930 bestand Vlčnov aus 68 Häusern und hatte 431 Einwohner. Nach dem Münchner Abkommen wurde das mährischsprachige Dorf 1938 dem Deutschen Reich zugeschlagen und gehörte bis 1945 zum Landkreis Neu Titschein. Nach dem Ende des Zweiten Weltkrieges kam Vlčnov wieder zur Tschechoslowakei zurück. Im Jahre 1949 wurde Vlčnov nach Starý Jičín eingemeindet. Seit dieser Zeit begann eine stetige Ortserweiterung durch den Bau neuer Einfamilienhäuser, da in Starý Jičín selbst durch den Berg wenig Bauland zur Verfügung steht. Seit den 1990er Jahren ist Vlčnov der bevölkerungsreichste Ortsteil der Gemeinde. Beim Zensus von 2001 lebten in den 128 Häusern von Vlčnov 477 Personen. Im Jahre 2016 wurde die ehemalige Touristenherberge zu einem Gesundheitszentrum mit 15 Wohnungen für betreutes Wohnen umgebaut. Zum 1. Januar 2018 hatte das Dorf 712 Einwohner und bestand aus 225 Häusern.

## Ortsgliederung
Der Ortsteil Vlčnov bildet den Katastralbezirk Vlčnov u Starého Jičína.

## Sehenswürdigkeiten
- Burgruine Starý Jičín auf dem Starojický kopec
- Kapelle
- Gedenkstein für die Gefallenen des Ersten Weltkrieges, bei der Kapelle
- Steinernes Kreuz